# 菲律賓國家鐵路
菲律宾国家铁路（簡稱PNR）是菲律宾的国有铁路公司，经营马尼拉大都会和內湖省之间的通勤铁路，以及比科尔区的锡波科特、那牙市和黎牙实比市之间的鐵路服务。是菲律賓交通部的附属机构。
PNR在西班牙殖民時期的1892年11月24日开始运营，當時稱为马尼拉铁道公司（ Manila Railway Company ），到了美國殖民時期稱為马尼拉铁路公司（ Manila Railroad  Company ）。菲律賓獨立後，根据第 4156 号共和国法案，于 1964 年 6 月 20 日改為菲律宾国家铁路。 PNR 曾經營運超过1,100 km（684 mi），範圍從拉乌尼翁到比科尔地区的路线。 然而政府的忽視使得鐵路的狀況日益惡化。1990年代鐵路持續遭到民眾侵佔， 2000 年代的自然灾害，對於 PNR 更是雪上加霜。菲律賓政府目前正在投資鐵路，恢复废弃线路并建設新线路。

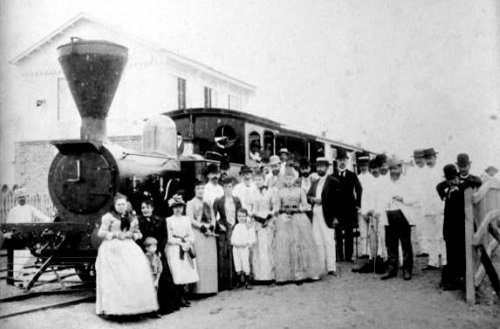
乘客在“Ferrocarril de Manila y Dagupan”（约 1885 年）前合照留影。

## 營運和服务
PNR 目前營運马尼拉大都会和邻近的內湖省的路線。
鐵路系統最後的常規城際服務是在 1980 年代后期，當時營運範圍从 Tutuban 到圣费尔南多，北干线的拉乌尼翁和南干线的阿尔拜黎牙实比。還有支線通往八打雁，甲米地，新怡诗夏，黎刹和塔拉克。
通往卡莫纳的支线计划于 2019 年重新通車，但截至 2020 年 3 月尚未實現。

### 都會區通勤线

#### 都會北通勤線
重新通車的都會北通勤線（Metro North Commuter ）最初從 Caloocan 運行到 Makati，採單一票價（普通票價為 12.00 比索，空調為 15.00 比索）。後來營運範圍擴展到達義的 FTI車站，票價改依距離計算。此外也有 Caloocan-Tutuban 班車服務，使用原為 Dagupan 線的路權。
目前使用的列车是韓國现代Rotem 柴聯車和8000型柴聯車。先前曾使用KiHa 52 和KiHa 35 型柴聯車。

#### 都會南通勤線
這是马尼拉大都會区的通勤铁路服务，向南延伸至內湖省的卡蘭巴市和Los Baños 。本線使用GE製机车（如900型、 2500型、5000型）牵引原日本國鐵203型電聯車，以及3組6車編組的韓國現代Rotem製柴聯車、KiHa 52型柴聯車、 PT INKA 8000型柴聯車 、 8100型柴聯車 、和INKA CC300型機車牽引8300 型客车。现代 Rotem 柴聯車行駛都會北通勤線時，偶可見到8000型柴聯車行駛都會南通勤線。
目前本線每天雙向各有21班車，共42個班次。 

#### 接駁車服务
接駁車服务（Shuttle Service）是2014年1月27日開始的通勤铁路，使用现代 Rotem 柴聯車與和 KiHa 52型柴聯車行駛兩條路線：Tutuban站 – Sucat和Santa Mesa – Sucat ，但在 2014 年 5 月 23 日就因車輛問題停駛。
原計畫於2017開通阿拉邦-卡兰巴的第三条路线，但並未實現。随着新的 DOST 混合动力列车于 2019 年投入使用，这条路线進行了試運轉。 
2018 年 8 月 1 日起，開通了第 10 大道-德拉罗莎之間的路线，之後繼續延長行駛區間站。  2018 年 12 月 3 日起，向北延伸至马拉邦的帕斯夸尔州长車站（舊稱為 Acacia站）， 自 2019 年 12 月 16 日起，行駛範圍向南延伸至比库坦（Bicutan）。

### 比科尔通勤
比科爾通勤線（Bicol Commuter）是奎松省塔卡瓦延（Tagkawayan）和阿尔拜省黎牙實比之间的通勤鐵路服務，路線中央另有南甘馬粦省的那牙作为终端站。本線於 2009 年 9 月 16 日通車。 每天有七班車行駛於塔卡瓦延、錫波科特（Sipocot） 、那牙市和 黎牙實比之间，列車使用藍色塗裝的KiHa52型柴聯車。
但行駛範圍縮小後，至 2013 年 12 月，只有那牙市到錫波科特之间有班車行駛。  那牙市與黎牙實比之間在2015 年 9 月 18 日恢复到每天一班車。 
2019 年 9 月 20 日，鐵路復舊作業進行了履勘，以備恢复 錫波科特、那牙市與黎牙實比之服務。 至 2020 年 7 月 15 日，由於COVID-19疫情，菲律賓將火車的運量限制為20％，路線每日載客量為400至600人。  
截至2021年，本線使用5000型機車牵引KiHa35型柴聯車行駛。這是因為路線坡度較大，KiHa35型出力不足應付。

## 车辆
截至 2019 年，主要仍使用柴油動力。目前所有車輛軌距都是1067公厘。PNR 还有鐵路起重机，吊舉力从 0.5 到 30 公吨不等。